# Dreamer (pel·lícula)
Dreamer és una pel·lícula dels Estats Units del 2005 de John Gatins, protagonitzada per Kurt Russell i Dakota Fanning. La pel·lícula va rebre una nominació als Premis de la Crítica Cinematogràfica a la Millor Pel·lícula Familiar.

## Argument
En Ben Crane és un excel·lent entrenador de cavalls de curses, però quan un dels seus cavalls pateix un accident i ell li salva la vida davant la insistència de la seva filla Cale, perd la feina. La seva filla, entossudida que aquell cavall els portarà sort, convenç el seu pare per tenir cura de la "Somniadora" fins que es recuperi. Més endvant, el cavall aconsegueix guanyar la Copa de Criadors.